# كارل فرود تيلر
كارل فرود تيلر (بالنرويجية: Carl Frode Tiller)‏ (4 يناير 1970، نامسوس في النرويج)؛ كاتِب ومؤلِّف، مؤرخ، موسيقي وروائي نرويجي.